# Berghüttensänger
Der Berghüttensänger (Sialia currucoides) ist ein mittelgroßer Singvogel aus der Familie der Drosseln.

## Merkmale
Der 18 cm lange Berghüttensänger hat einen schmalen Schnabel und lange spitze Flügel.
Das Männchen ist himmelblau gefärbt, mit hellblauer Brust und weißem Bauch; das Weibchen grau mit blauen Partien an Flügeln, Schwanz, Rumpf und weißem Bauch.

## Vorkommen

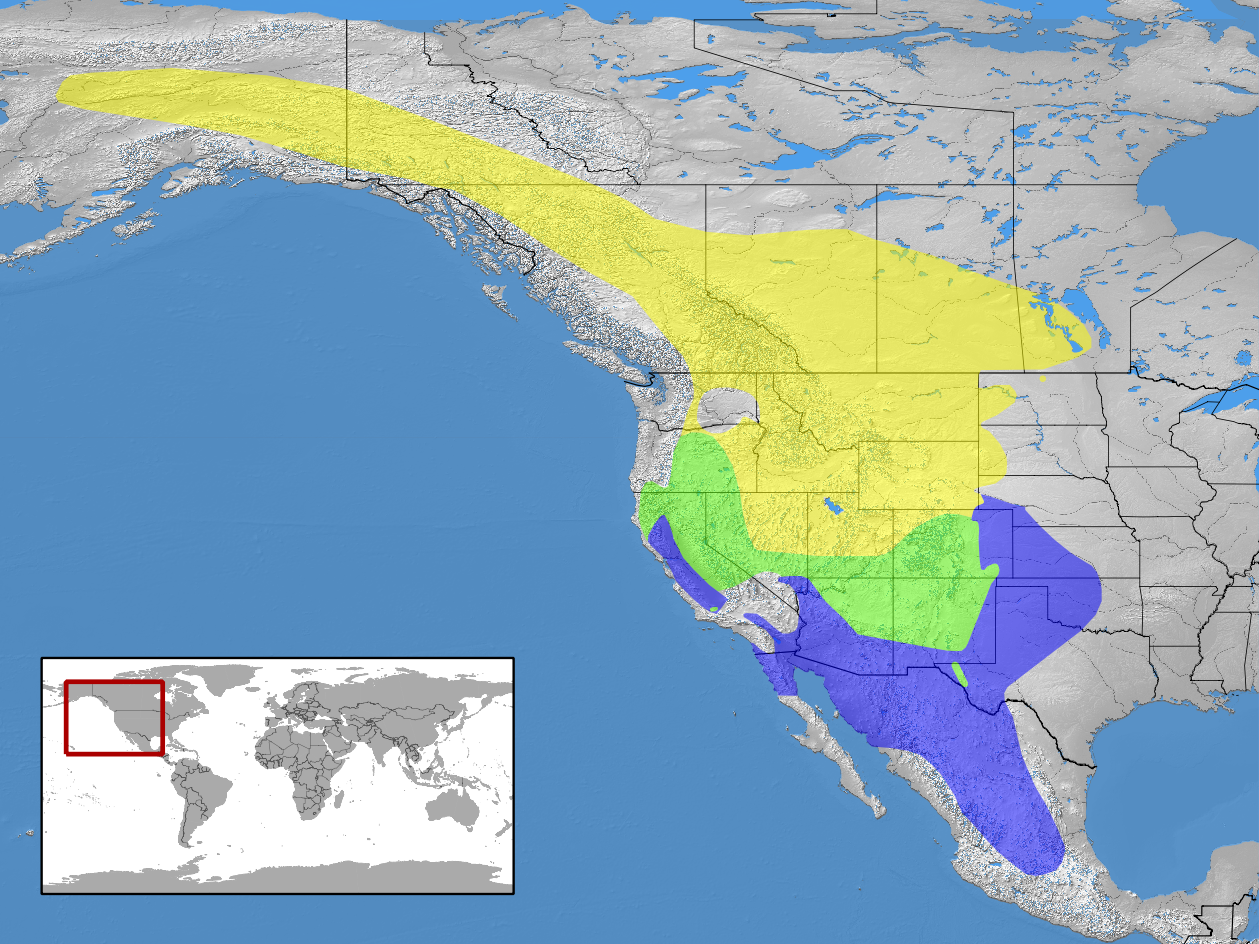
Verbreitungsgebiet:
Gelb – Nur Brutsaison
Blau – Nur außerhalb der Brutsaison
Grün – Ganzjährig

Der Berghüttensänger lebt im Sommer auf Almen und Bergregionen in über 1500 m Höhe im Westen Nordamerikas und zieht zum Überwintern ins Tiefland oder nach Mexiko.

## Verhalten
Der Berghüttensänger ernährt sich von Insekten, die er im Rüttelflug oder von einem Ansitz aus  fängt oder vom Boden aufpickt. Daneben ergänzen kleine Früchte die Nahrung. Im Winter gehen die Vögel in Trupps auf Nahrungssuche.

## Fortpflanzung
Das Weibchen baut in Nistkästen oder natürlichen Höhlen, etwa in Bäumen, ein lockeres Schalennest aus Pflanzenmaterial. Das Gelege besteht aus vier bis acht Eiern.

## Sonstiges
Der Berghüttensänger ist der Staatsvogel von Idaho und Nevada.